# Henrik Østervold
Henrik Olsen Østervold (Austevoll, 13 de enero de 1878-Bergen, 21 de agosto de 1957) fue un deportista noruego que compitió en vela en la clase 12 Metre. Fue hermano de los también regatistas Kristian, Ole y Jan Østervold.
Participó en los Juegos Olímpicos de Amberes 1920, obteniendo una medalla de oro en la clase 12 Metre.

## Palmarés internacional
| Juegos Olímpicos | Juegos Olímpicos  | Juegos Olímpicos | Juegos Olímpicos        |
| Año              | Lugar             | Medalla          | Clase                   |
| ---------------- | ----------------- | ---------------- | ----------------------- |
| 1920             | Amberes (Bélgica) | Medalla de oro   | 12 Metre (sistema 1907) |